# Alfredo Ramos (homme politique)
Pour les articles homonymes, voir Alfredo Ramos et Ramos.
Alfredo Ramos est un homme politique vénézuélien.

## Biographie
Il est député de 2011 à 2013 puis maire de Barquisimeto.
Il est arrêté en 2017 lors des manifestations de 2014 à 2017 au Venezuela.